# 伊斯顿·泰勒-法雷尔
約瑟夫·伊斯頓·泰勒-法雷爾（英語：Joseph Easton Taylor-Farrell）是蒙特塞拉特前总理。在進入政界之前，他是一名商人。
他是變革與繁榮運動的現任領導人，曾於2017年至2019年11月擔任蒙特塞拉特立法議會反對黨領袖。此前，法雷爾曾擔任該島的農業、土地、住房和環境部長。2019年11月18日，伊斯頓·泰勒-法雷爾帶領爭取變革和繁榮運動贏得立法議會過半議席，翌日宣誓就任蒙特塞拉特總理。